# لک (نوردفرایسلند)
لک (به آلمانی: Leck) یک شهر در آلمان است که در نوردفرایسلند واقع شده‌است. لک ۷٬۶۸۰ نفر جمعیت دارد.

## خواهرخوانده
شهر بیرشتوناس خواهرخواندهٔ لک (نوردفرایسلند) هست.